# 500 jours ensemble
Pour plus de détails, voir Fiche technique et Distribution.
500 jours ensemble ou 500 jours avec Summer au Québec (500 Days of Summer) est un film américain réalisé par Marc Webb et sorti en 2009.
La voix off prévient en ouverture du film : « c'est l'histoire d'un garçon qui rencontre une fille ; ce n'est pas une histoire d'amour. » En dépit de cet avertissement, les deux protagonistes se lancent dans une valse-hésitation amoureuse, chacun ayant un regard différent sur leur relation. Le film relate selon une narration non linéaire les 500 jours qui suivent la rencontre de Tom et de Summer, de leurs débuts embarrassés à leur idylle, en passant par des moments de doute. Un encart indique régulièrement à quel jour se situe l'action.

## Synopsis
Tom Hansen, un new-yorkais dans la vingtaine, est un jeune homme romantique, partageant auprès de ses amis Paul et McKenzie, et sa jeune sœur Rachel, son rêve de rencontrer la femme idéale. Selon lui, elle devrait partager les mêmes goûts, des films ou la pop britannique. Dans la société où il travaille comme rédacteur de cartes de vœux, il rencontre Summer Finn, la nouvelle assistante de son supérieur. Il tombe instantanément amoureux d'elle, lorsqu'il se rend compte qu'ils partagent les mêmes goûts, comme lorsqu'elle reconnaît There Is a Light That Never Goes Out du groupe The Smiths.
Lors d'une soirée d'entreprise, McKenzie vend la mèche et révèle à Summer que Tom a le béguin pour elle. Espérant que l'ébriété de chacun aura fait oublier ce moment, le lendemain il tente de s'excuser auprès de Summer mais celle-ci l'embrasse.
Leur relation amoureuse grandit plutôt sur de la complicité : elle lui chante le thème de K2000 au téléphone, ils crient « pénis » de plus en plus fort au parc, s'échangent des mixtapes, débattent de pourquoi Ringo Starr est le moins apprécié des Beatles, jouent dans un magasin Ikea comme dans une maison de poupée géante, tentent de reproduire une scène d'un film pour adultes qu'ils achètent ; Summer pousse Tom à reprendre ses études d'architecte qu'il avait abandonnées. Mais si Tom croit à l'amour, Summer n'y croit pas.
Plusieurs mois après le début de leur relation, ils ont leur première grande dispute : Tom frappe dans un bar un yuppie lourdingue qui tente de draguer maladroitement Summer, chose qu'elle n'approuve pas du tout. Bien qu'ils fassent la paix, leur relation se détériore, Summer devenant absente. Un soir, après avoir visionné Le Lauréat, Summer est en larmes – ce qui surprend Tom qui a toujours pensé que c'était une comédie romantique – et Tom tente de la consoler en l'emmenant manger des pancakes dans un diner. Summer finit par mettre fin à cette relation, non amoureuse, tout en prétendant que Tom est toujours son meilleur ami.
Summer quitte précipitamment la société, et Tom sombre dans la dépression. Quelques mois plus tard, Tom se rend au mariage de sa collègue Millie et rencontre Summer, plus joviale. Espérant renouer sa relation, il accepte une invitation à une fête, avant de se rendre compte que c'était pour fêter ses fiançailles.
Tom sombre encore plus dans la dépression, pique des crises dans le bus, ne se nourrit que confiseries à l'épicerie, sombre dans l'alcoolisme, arrive débraillé et les yeux cernés au travail. Alors qu'il était amoureux, son travail était plus qu'apprécié ; il est à présent transféré par son supérieur au département « Condoléances ». Il quitte sur un coup de tête son emploi. Avec l'aide de son entourage, il prend soudainement conscience que tout n'était pas si rose dans sa relation, et qu’il y avait des signes avant-coureurs de sa rupture. Rassemblant son courage, il sort de sa dépression, se donne comme objectif de faire un portfolio de croquis d'immeubles et s'apprête à passer des entretiens dans des cabinets d'architecture.
Alors qu'il prend du temps dans son endroit préféré de la ville, un surplomb où il peut admirer le panorama de Los Angeles, il y rencontre Summer : il ne croit plus en l'amour, mais elle oui puisqu'elle est désormais mariée. En rencontrant son mari, elle est devenue sûre de ce dont elle était incertaine avec Tom. À peine deux semaines plus tard, précisément le 500e jour après avoir rencontré Summer, Tom rencontre dans un hall d'attente une jeune candidate concurrente séduisante. Elle pense l'avoir vu au surplomb. Tom l'invite à prendre un café, qu'elle décline, avant de se raviser et donner son nom : Autumn.

## Fiche technique
- Titre original : 500 Days of Summer ((500) Days of Summer selon la graphie de l'affiche)
- Titre français : 500 jours ensemble ((500) jours ensemble selon la graphie de l'affiche)
- Titre québécois : 500 jours avec Summer ((500) jours avec Summer selon la graphie de l'affiche)
- Réalisation : Marc Webb
- Scénario : Scott Neustadter et Michael H. Weber
- Musique : Mychael Danna et Rob Simonsen
- Photographie : Eric Steelberg
- Montage : Alan Edward Bell (en)
- Production : Mark Waters, Mason Novick, Jessica Tuchinsky, Steven J. Wolfe (en)
- Société de production : Watermark
- Sociétés de distribution : Searchlight Pictures (États-Unis) ; 20th Century Fox (France)
- Budget : 7,5 millions USD
- Pays de production :  États-Unis
- Langue originale : anglais
- Format : couleur / noir et blanc - 16 mm / 35 mm - 1,20:1 / 1,50:1 / 2,35:1 - son     DTS / Dolby Digital / SDDS
- Genre : comédie romantique
- Durée : 95 minutes
- Dates de sortie :
  - États-Unis : 17 juillet 2009
  - France : 30 septembre 2009
- Classification :
  - France : tous publics (visa d'exploitation no 123536 délivré le 10 septembre 2009)

## Distribution
- Joseph Gordon-Levitt (VF : Donald Reignoux) : Tom Hansen
- Zooey Deschanel (VF : Julie Cavanna) : Summer Finn
- Chloë Grace Moretz (VF : Pauline Brunner) : Rachel Hansen, la sœur de Tom
- Geoffrey Arend (VF : Thibaut Belfodil) : McKenzie, collègue de bureau de Tom
- Matthew Gray Gubler (VF : Taric Mehani) : Paul, un ami de Tom
- Clark Gregg (VF : Tony Joudrier) : Vance, le chef de service
- Rachel Boston (VF : Marie-Eugénie Maréchal) : Alison
- Minka Kelly : Autumn
- Patricia Belcher : Millie
- Ian Reed Kesler (de) (VF : Stéphane Fourreau) : Douche
- Richard McGonagle (VF : François Berland) : le narrateur
- Maile Flanagan (en) (VF : Brigitte Virtudes) : Rhoda

Source et légende : version française (VF) sur Voxofilm

## Accueil

### Accueil critique
(500) jours ensemble fut globalement bien reçu par les critiques professionnels dans les pays anglophones, avec un pourcentage de 87 % sur le site Rotten Tomatoes, basé sur 204 commentaires et une note moyenne de 7,6⁄10 et une moyenne de 76⁄100 sur le site Metacritic, basé sur 36 commentaires.
Le long-métrage se retrouve même classé dans le top dix des meilleurs films des critiques de l'année 2009 :
| Parution                      | Classement |
| ----------------------------- | ---------- |
| About.com                     | 2          |
| Associated Press              | 7          |
| BBC Radio 1                   | 3          |
| The Capital Times             | 2          |
| Chicago Reader                | 8          |
| Entertainment Weekly          | 6          |
| The Hollywood Reporter        | 7          |
| The Miami Herald              | 5          |
| National Board of Review 2009 | N/A        |
| New York Daily News           | 7          |
| Premiere                      | 7          |
| Richard Roeper                | 4          |
| Rolling Stone                 | 9          |
| St. Louis Post-Dispatch       | 1          |
| USA Today                     | 6          |

### Box-office
Distribué dans un premier temps avec un nombre de salles limitées aux États-Unis, le film a rapporté 8,6 millions de dollars de recettes en trois semaines, avant de connaître une distribution en salles sur l'ensemble du territoire américain, ce qui lui permet d'atteindre sa meilleure place (9e) lors de sa quatrième semaine d'exploitation et 14,9 millions de dollars de recettes durant cette même semaine, lui permettant de dépasser son budget initial de 7,5 millions de dollars. Au total et sur une durée de dix-neuf semaines, (500) jours ensemble a rapporté 32,3 millions de dollars aux États-Unis, obtenant un succès surprise pour un film indépendant.
Le film rencontre un succès dans certains pays de l'étranger, notamment en Grande-Bretagne, où il totalise 919 803 entrées (7,5 millions de dollars de recettes) et en Australie avec plus de 4,3 millions de dollars de recettes. Les recettes mondiales avoisinent les 60,8 millions de dollars.
En France, le film totalise 210 161 entrées.

## Bande originale
1. A Story of Boy Meets Girl interprété par Mychael Danna et Rob Simonsen
2. Us interprété par Regina Spektor
3. There Is a Light That Never Goes Out interprété par The Smiths
4. Bad Kids interprété par Black Lips
5. Please, Please, Please Let Me Get What I Want interprété par The Smiths
6. There Goes the Fear interprété par Doves
7. You Make My Dreams Come True interprété par Hall and Oates
8. Sweet Disposition interprété par The Temper Trap
9. Quelqu'un m'a dit interprété par Carla Bruni
10. Mushaboom interprété par Feist
11. Hero interprété par Regina Spektor
12. Bookends interprété par Simon and Garfunkel
13. Vagabond interprété par Wolfmother
14. She's Got You High interprété par Mumm-Ra
15. Here Comes Your Man interprété par Meaghan Smith
16. Please, Please, Please Let Me Get What I Want interprété par She and Him
17. Here Comes Your Man interprété par Joseph Gordon-Levitt
18. Sugar Town interprété par Zooey Deschanel
19. At Last interprété par Kevin Michael
20. She's Like the Wind interprété par Patrick Swayze